# Peter Sauer (Physiker)
Peter Ulrich Sauer (* 22. Mai 1938 in Breslau) ist ein deutscher theoretischer Kernphysiker.

## Leben und Wirken
Sauer ging in Fulda auf das Gymnasium und studierte mit einem Stipendium der Studienstiftung des Deutschen Volkes ab 1958 Physik an der Universität Marburg, an der Albert-Ludwigs-Universität Freiburg und an der University of Wales in Swansea (wo er 1962 ein Diplom erwarb). 1964 machte er sein deutsches Diplom in Freiburg, wo er 1966 bei Hans Marschall promoviert wurde. Danach war er als Post-Doc in Freiburg, an der Westfälischen Wilhelms-Universität in Münster, der Carnegie-Mellon University und am Massachusetts Institute of Technology. 1972 habilitierte er sich in Freiburg und wurde 1974 Professor für theoretische Physik an der Leibniz-Universität Hannover. 1986/87 war er dort Vorstand des Instituts für Theoretische Physik und 1991/92 und 1999 bis 2001 war er Dekan der Physik-Fakultät. 2004 emeritierte er, ist aber noch in der Forschung aktiv (2009).
Sauer ist international bekannt für Untersuchungen im kernphysikalischen Vielteilchenproblem, seit den 1970er Jahren insbesondere Wenig-Nukleonen-Systeme (wie Deuterium und Helium-Kerne und deren Wechselwirkung mit Photonen, Pionen, Nukleonen) mit Herausarbeitung der Beiträge der unterschiedlichen Mesonen der Kernkraft und QCD-Freiheitsgrade, zum Beispiel die Rolle von Delta-Isobaranregungen und daraus folgende Drei-Nukleonen-Wechselwirkungen, wobei diese Delta-Resonanz in einem Zwischennukleon kurzzeitig angeregt wurde, oder der Wechselwirkung mit Pionen-Austauschströmen in Kernen. Das Ziel war dabei auch die Modellierung möglichst realistischer Kernkraftmodelle auf mikroskopischer Grundlage.
Davor befasste sich Sauer in den 1960er- und 1970er-Jahren mit größeren Systemen, Brueckner-Hartree-Fock-Rechnungen in endlichen Kernen, wobei er auch mit Andrew D. Jackson, R. J. McCarthy, John Negele, Michel Baranger, Amand Fäßler zusammenarbeitete. Bis 2008 hat er etwa 130 wissenschaftliche Arbeiten veröffentlicht.
2004 wurde er Ehrendoktor der Universität Vilnius.